# Donje Gnojnice
Donje Gnojnice is een plaats in de gemeente Cetingrad in de Kroatische provincie Karlovac. De plaats telt 31 inwoners (2001).